# De zeven snuifdozen
De zeven snuifdozen is het 25ste stripverhaal van Jommeke. De reeks werd getekend door striptekenaar Jef Nys.

## Personages
- Jommeke
- Flip
- Filiberke
- Pekkie
- Annemieke
- Rozemieke
- Elodie van Stiepelteen
- Fifi
- Odilon van Piependale
- Anatool
- kleine rollen: professor Gobelijn, Mic Mac Jampudding, Arabella Pott, Petronella van Ganzegem, kolonel Evarist Horzelteen, Eufrasie, Zarbo Popola, Jonatan Scherpegeest, graaf Bonbona, Filidoor, barones Eulalie van Treurwilge, barones Mallemeulemolen

## Verhaal
Dit verhaal start waar het vorige, De verloren zoon, eindigt. Na hun avontuur keren Jommeke en zijn vrienden met de vliegende bol van professor Gobelijn terug naar het kasteel van Mic Mac Jampudding. Daar aangekomen treffen ze gravin Elodie van Stiepelteen, haar hond Fifi en De Miekes. Zij zijn in het gezelschap van de verloofde van de gravin, baron Odilon van Piependale. Die roept de hulp van Jommeke in. Hij had ooit zeven snuifdozen met een geheim vakje. In een van de snuifdozen zat een ring met briljanten die al generaties lang in zijn familie doorgegeven wordt. Toen hij de zeven snuifdozen verkocht, was hij de ring kwijtgeraakt. Jommeke en zijn vrienden besluiten de ring te gaan zoeken.
Ze belanden van het ene avontuur in het andere. De eerste eigenares heeft veel katten die Flip aanvallen, maar door een toeval ontdekt de dame het geheime vakje in Flips bijzijn en blijkt het leeg te zijn. De tweede doos is in het bezit van een gepensioneerde militair. Ze proberen het huis binnen te dringen, maar Jommeke wordt betrapt en in de gevangenis geworpen. Filiberke ontdekt dat de snuifdoos leeg is en met de hulp van Fifi kan Jommeke ontsnappen. De zoektocht naar de snuifdoos van een dierentemmer levert enkel hachelijke situaties met wilde dieren op, maar ook deze doos is leeg. Bij een rechter wordt kordaat opgetreden, maar ook hier vangt Jommeke bot. Via een geheime gang wordt het kasteel van een graaf die de vijfde snuifdoos heeft binnengedrongen. Ook deze blijkt leeg te zijn. De twee laatste snuifdozen zijn eigendom van twee oude dames die toevallig bij elkaar op bezoek zijn. Jommeke dringt het kasteel van een van hen binnen, maar wordt betrapt en vastgebonden door haar butler, zijn aartsvijand Anatool.
Anatool komt zo op de hoogte van de ring en steelt de snuifdozen van de dames. Nadat Jommeke en Flip zich weten te bevrijden, zetten zij en hun vrienden de achtervolging in. Ze slaan er in Anatool te vangen en openen de laatste snuifdozen die ook leeg blijken te zijn. Teleurgesteld vertrekt het gezelschap op de rug van Fifi, maar baron Odilon van Piependale valt van de hond op zijn achterste. Hij valt op iets hard, maar dat blijkt iets in zijn achterzak te zijn : de ring die hij indertijd toch uit de snuifdoos gehaald heeft, maar vergeten was. Het verhaal eindigt met een verlovingsfeest waar Odilon de ring om de vinger van Elodie steekt.

## Achtergronden bij het verhaal
- Dit verhaal begint op het moment dat album 24, De verloren zoon, eindigt. Het is de tweede maal in de reeks dat dit voorkomt na de albums 17 en 18, Diep in de put en Met Fifi op reis.
- In dit album wordt baron Odilon van Piependale geïntroduceerd als de verloofde van gravin Elodie van Stiepelteen. Zij kwam al in de albums 17 en 18 voor. In het volgende album waarin zij voorkomen, zijn ze al gehuwd. Odilon zal net als de gravin een vaak voorkomend personage in de reeks worden.
- Dit verhaal in een avonturenverhaal waarin door middel van een zoektocht naar een schat allerlei kleine avonturen beleefd worden. De zoektocht bindt de verhaaltjes aan elkaar. Eerder kwam dergelijke verhaalopbouw al voor in het album Wie zoekt die vindt.